# Montes de Lechquellen
Os Montes de Lechquellen  - Lechquellengebirge em alemão - é um maciço montanhoso que faz parte dos Alpes Orientais-Norte na sua secção dos Alpes Calcários do Tirol e está localizado na região de Vorarlberg na Áustria. O  ponto mais alto é o Große Wildgrubenspitze com 2.753.

## Situação
A Norte ficam os Alpes de Algovia, a Leste os Alpes de Lechtal, a Sul parte dos Alpes Réticos Ocidentais, Sudoeste com a Cordilheira de Räatikon, e a Noeroese os Pré-Alpes Bregenz.

## SOIUSA
A Subdivisão Orográfica Internacional Unificada do Sistema Alpino (SOIUSA), dividiu os Alpes em duas grandes partes:Alpes Ocidentais e Alpes Orientais, separados pela linha formada pelo  Rio Reno - Passo de Spluga - Lago de Como - Lago de Lecco.
Os Alpes de Lechtal, Montes de Lechquellen, Montes de Mieming e de Wetterstein, Montes de Karwendel, Alpes de Brandenberg, e Montes do Kaiser formam os Alpes calcários do Tirol.

### Classificação  SOIUSA
Segundo a SOIUSA este acidente geográfico é uma Sub-secção alpina  com as seguintes características
- Parte = Alpes Orientais
- Grande sector alpino = Alpes Orientais-Norte
- Secção alpina = Alpes calcários do Tirol
- Sub-secção alpina =  Montes de Lechquellen
- Código = II/B-21.II

## Imagens

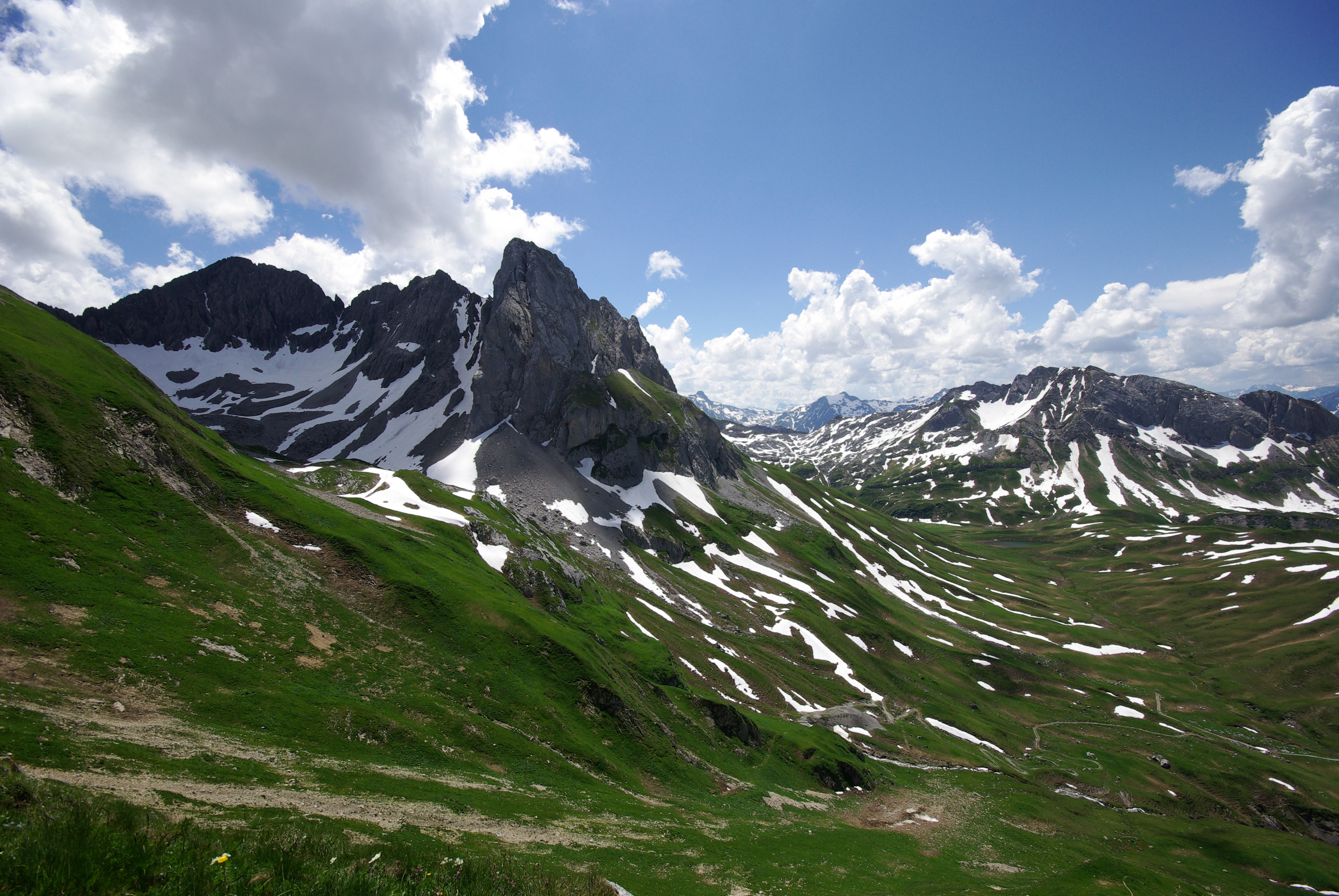
O  Lechquellengebirge no 1ro plano